# Parmička krásnoploutvá
Parmička krásnoploutvá nebo labeo krásnoploutvé (Epalzeorhynchos kalopterus) je malá sladkovodní paprskoploutvá ryba z čeledi kaprovitých (Cyprinidae) a řádu máloostných (Cypriniformes), která díky své nenáročnosti při chovu je jedna z nejoblíbenějších akvarijních ryb. Často bývá zaměňována s velmi podobnou parmičkou siamskou.

## Popis
Parmička krásnoploutvá má charakteristické podlouhlé tělo s plochým břichem, hřbet může být vybarven olivově až tmavě hnědě, spodní část těla má odstín žlutohnědý. Od tlamy a očí se táhne hnědočerný pruh, na jehož vrchní části je zlatavý proužek. Oční duhovka může být zbarvena do červena. Hřbetní, zadní a břišní ploutve mají tmavý pás a bílé kraje.
Ačkoli jsou známy případy, kdy mohou dorůst až přes 15 cm, mívají parmičky žijící v akváriu většinou délku pouze do 12 cm.

## Prostředí
Parmička krásnoploutvá žije spíše u dna rychlých řek a potoků v předhůří indonéských ostrovů Borneo, Jáva a Sumatra v jihovýchodní Asii, ale nachází se také v Thajsku.

## Život v zajetí

### Akvárium

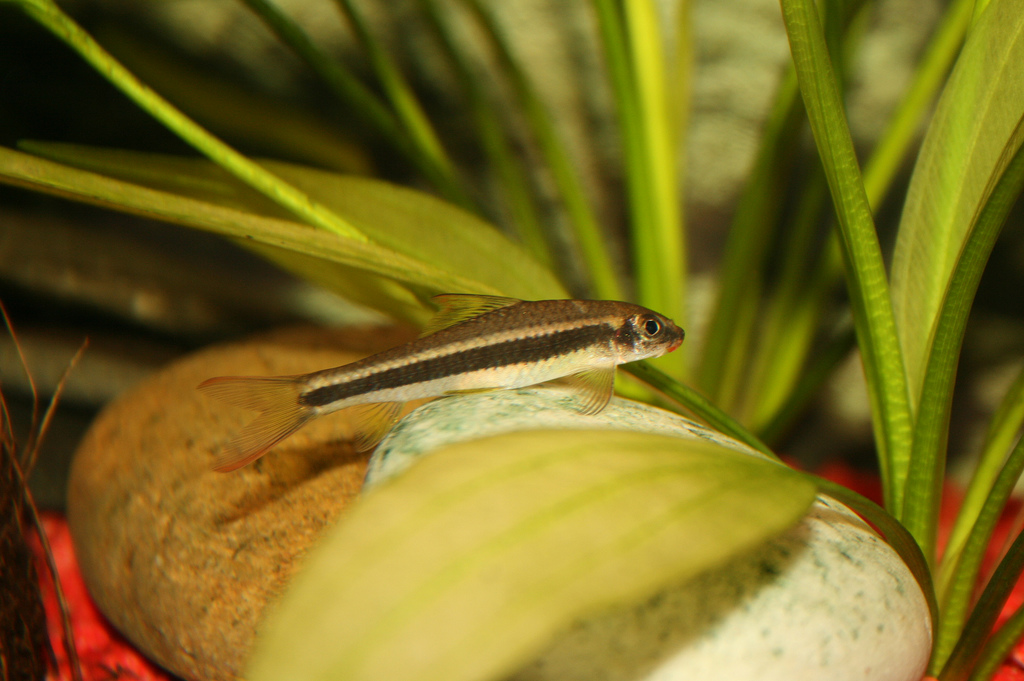
Parmička krásnoploutvá

Pro parmičku je vhodné akvárium o objemu 115 – 150 litrů s povrchem z jemného štěrku. Vzhledem k jejímu obvyklému pobytu při dně tvoří nejvhodnější prostředí širokolisté rostliny, skály a dřevo, kde se může ukrývat. Protože se živí vodními řasami, nádrž potřebuje odpovídající osvětlení. Voda v akváriu by měla mít Ph je 6 až 7,5 s tvrdostí od 2 do 12° dH a teplotami mezi 23 a 27 °C.

### Chování
Protože jsou parmičky společenské ryby, snesou se například se skalárami, zebřičkami, cichlidami, rájovci a čichavci, tetrami a razborami. Malé skupiny rybiček se však mohou projevovat teritoriálním chováním. Osamělé parmičky často vyzývají jiné druhy ohledně vytyčení dominantního postavení, a to zvláště vůči rájovci dlouhoploutvému, se kterým se navzájem pronásledují a plavou spolu v malých kroužcích, ačkoli se skoro nikdy nezraní. Rájovec většinou vítězí.

### Délka života
V nádržích se parmičky zpravidla dožívají 8 až 10 let.

### Strava
Ačkoli se o parmičkách ví, že se živí řasami, nepohrdnou ani vločkami, plátky a práškem. Jsou všežravé, proto se jim předkládá také zelenina jako např. špenát, cuketa a salát stejně jako ploštěnky, nítěnky, korýši a další drobní vodní živočichové. Bez problémů sežerou ovesné vločky, nejedí ale červené řasy.

### Chov
U parmiček je těžké rozeznat pohlaví a není známo, že by se je kdy podařilo rozmnožit v umělé nádrži.

## Podobné druhy
Parmička krásnoploutvá je v mládí velmi podobná parmičce siamské (černoploutvé) (Crossocheilus siamensis) a parmičce jednopruhé (Garra cambodgiensis), proto je s nimi v akvaristikách často zaměňována.